# Tadeusz Płoski
Tadeusz Płoski (født 9. marts 1956, død 10. april 2010) var en polsk militærbiskop ved Polens væbnede styrker.
Pave Johannes Paul II udnævnte ham den 16. oktober 2004 til biskop ved de polske militære styrker. Han beholdt stillingen til sin død den 10. april 2010.
Tadeusz Płoski omkom ved et flystyrt den 10. april 2010 sammen med bl.a. Polens præsident Lech Kaczyński.